# Tavaresia
Tavaresia là chi thực vật có hoa trong họ Apocynaceae.